# Coenocorypha iredalei
Coenocorypha iredalei, maorsky Tutukiwi, je vyhynulý druh bekasiny z rodu Coenocorypha, který byl endemický pro Jižní a Stewartův ostrov Nového Zélandu (na Severním ostrově bývala rozšířená Coenocorypha barrierensis). Bekasina Coenocorypha iredalei podlehla predaci introdukovaných krys ostrovních i obecných, koček a chřástalů wek. Poslední zástupci druhu zemřeli v roce 1964.

## Systematika
Systematika novozélandských bekasin je poměrně komplikovaná. Tento druh, totiž Coenocorypha iredalei, byl původně považován za poddruh bekasiny malé (Coenocorypha aucklandica). Na základě morfometrických a genetických dat se však považuje za samostatný druh. Za formální autoritu druhu se považuje Walter Rothschild, který druh formálně popsal v roce 1921 jako Coenocorypha aucklandica iredalei.

## Popis
Tato menší bekasina dosahovala délky těla pouhých 22 cm a váhy 95 g. Nohy, křídla i ocas byly oproti ostatním bekasinám jen krátké. Zobák byl asi 4 cm dlouhý. Opeření horní části těla bylo kaštanovo-černě strakaté s pery žlutohnědých okrajů. Spodní strana byla světlejší a břicho bylo špinavě bílé. Nohy byly nažloutlé až žluté.

## Biologie a chování
Bekasina C. iredalei představovala schopnou letkyni. Létala hlavně v noci, ve dne pouze po náhlém vyrušení. Její nápadné noční lety se zvláštními zvuky položily základ maorské legendě o Hakawai, maorském mytickém ptáku.
Z rozmístění subfosilních kostí lze vyvodit, že bekasina C. iredalei byla široce rozšířena napříč Jižním a Stewartovým ostrovem. Výskyt byl ověřen i na několika satelitních ostrovech, jako je Native a Ruapuke. Výskyt na řadě dalších ostrůvků kolem Stewartova ostrova byl hlášen místními lovci ptáků (muttonbirders).

## Vyhynutí
Z Jižního a Stewartova ostrova bekasina C. iredalei vymizela již krátce po příjezdu Polynésanů na Nový Zéland koncem 13. století. Polynésané s sebou dovezli krysu ostrovní, která s největší pravděpodobností vyhladila veškerou populaci bekasin C. iredalei z Jižního a Stewartova ostrova. Bekasina C. iredalei však našla útočiště na některých pobřežních ostrůvcích, kde přežívala až do 20. století.
Kromě jediné zprávy o možném pozorování bekasiny C. iredalei v Dusky Sounds v roce 1773 jsou jediná místa, kde byla C. iredalei pozorována přírodovědci, malé ostrůvky Jacky Lee (pozorována 1897 & 1911) a Taukihepa (1913 & 1964) u Stewartova ostrova. Populace z ostrova Jacky Lee byla vyhubena chřástaly wekami někdy mezi lety 1911–1928, kteří byli na ostrov introdukováni lovci ptáků. Poslední jedinci bekasiny C. iredalei přežívali až do roku 1964 na ostrově Taukihepa u Stewartova ostrova. Když na tento ostrov pronikly krysy obecné, ochránci přírody z organizace New Zealand Wildlife Service (později absorbována do Department of Conservation, DOC) se v roce 1964 na ostrov Taukihepa vydali, aby poslední jedince odchytli a vzali do bezpečí. Ochránci však již našli jen poslední dva exempláře, které uhynuly krátce po převozu do chovného zařízení.